# Cohors I Gallica

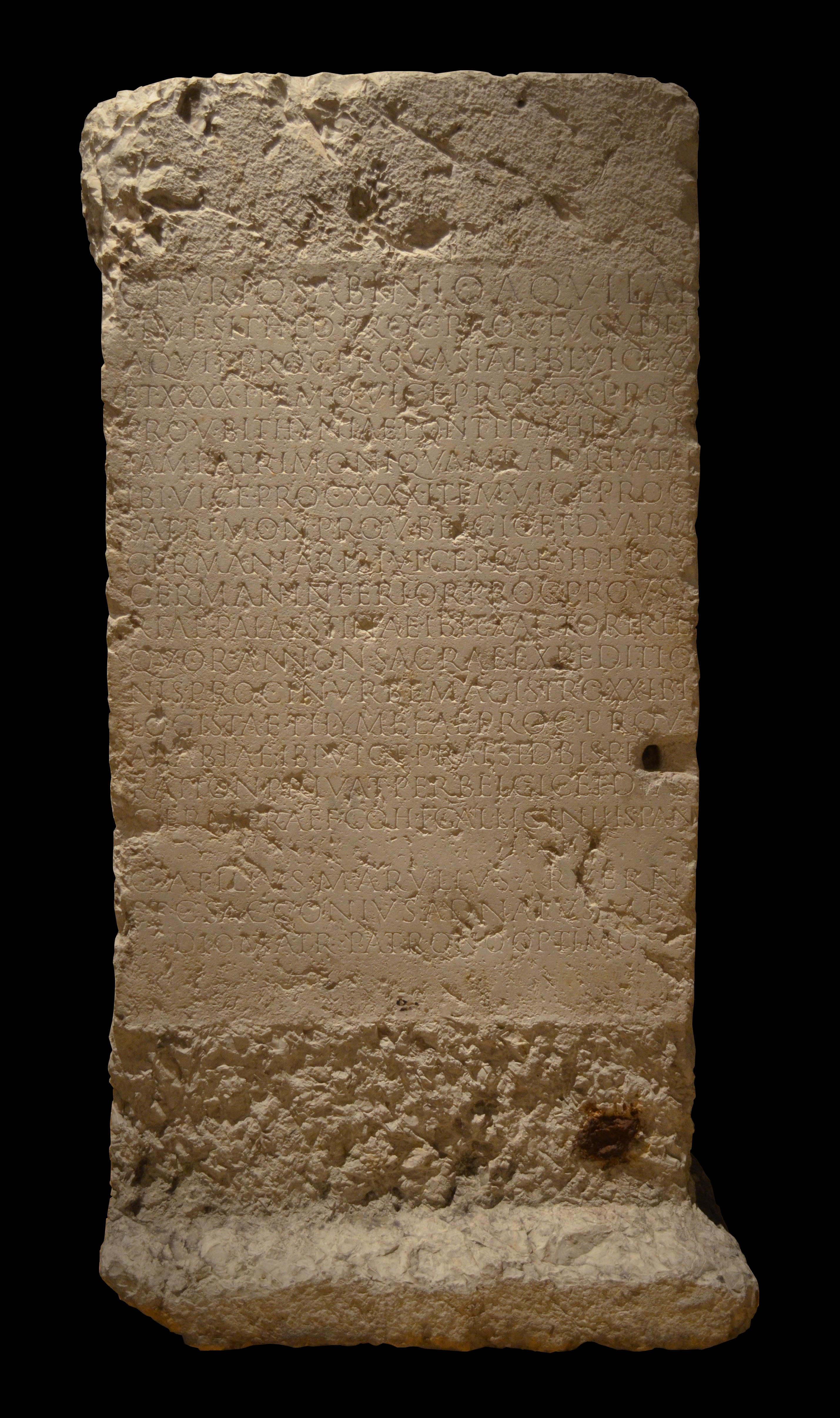
Die Inschrift des Präfekten Timesitheus

Die Cohors I Gallica [civium Romanorum] [equitata] (deutsch 1. Kohorte Gallica [der römischen Bürger] [teilberitten]) war eine römische Auxiliareinheit. Sie ist durch Inschriften belegt.

## Namensbestandteile
- Gallica: aus Gallien / die Gallische. Die Soldaten der Kohorte wurden bei Aufstellung der Einheit aus den verschiedenen Stämmen der Gallier auf dem Gebiet der römischen Provinz Gallia Lugdunensis rekrutiert.

- civium Romanorum: der römischen Bürger bzw. mit römischen Bürgerrecht. Den Soldaten der Einheit war das römische Bürgerrecht zu einem bestimmten Zeitpunkt verliehen worden. Für Soldaten, die nach diesem Zeitpunkt in die Einheit aufgenommen wurden, galt dies aber nicht. Sie erhielten das römische Bürgerrecht erst mit ihrem ehrenvollen Abschied (Honesta missio) nach 25 Dienstjahren.

- equitata: teilberitten. Die Einheit war ein gemischter Verband aus Infanterie und Kavallerie. Der Zusatz kommt in der Inschrift (AE 1907, 151) vor.

Da es keine Hinweise auf den Namenszusatz milliaria (1000 Mann) gibt, war die Einheit eine Cohors (quingenaria) equitata. Die Sollstärke der Kohorte lag bei 600 Mann (480 Mann Infanterie und 120 Reiter), bestehend aus 6 Centurien Infanterie mit jeweils 80 Mann sowie 4 Turmae Kavallerie mit jeweils 30 Reitern.

## Geschichte
Die Kohorte war vermutlich während der gesamten Dauer ihrer Existenz in Hispania stationiert. Letztmals erwähnt wird die Einheit mit der Bezeichnung Cohors prima Gallica in der Notitia dignitatum unter der Leitung eines Tribuns und unter dem Oberkommando des Magister militum praesentalis für den Standort Veleia in der Provinz Tarraconensis.

## Standorte
Standorte der Kohorte in Hispania waren möglicherweise:
- Santa Maria de Aguiar: Die Weihinschrift (AE 1907, 151) wurde hier gefunden.
- Veleia: Die Einheit wird in der Notitia dignitatum für diesen Standort aufgeführt.

## Angehörige der Kohorte
Folgende Angehörige der Kohorte sind bekannt:

### Kommandeure
| - [] Cornelianus, ein Präfekt (CIL 2, 2913) - C(aius) Cornelius Restitutus [Gra]ttius Cerialis, ein Präfekt (CIL 2, 3851) - C(aius) Furius Sabinius Aquila Timesitheus, ein Präfekt (CIL 13, 1807) | - D(ecimus) Iul(ius) Ripanus Capito Bassianus, ein Tribun (CIL 13, 5007) - T(itus) Visulanius Crescens, ein Präfekt (CIL 11, 709); er war auch Tribun der Cohors I Civium Romanorum. |

### Sonstige
| - Iul(ius) Capito, ein Soldat (AE 1967, 231) - La[eli]us Decuminu[s], ein Soldat (AE 1967, 231); er bezeichnet sich als commanipu[lar(is)] (Angehöriger derselben Manipel) - L(ucius) Carneolus, ein Centurio (AE 1889, 84) - M(arcus) Mes[], ein Centurio (um 181) (AE 1967, 230) | - M(arcus) Sentius Bucco, ein Centurio (um 175) (AE 1910, 1) - M(arcus) Silonius Silanus, ein Signifer (AE 1968, 237) - Val(erius) Caelianus, ein Centurio (AE 1967, 231) - Val(erius) Flavus, ein Centurio (um 166) (AE 1910, 6) |